# Rochefort-en-Terre

Rochefort-en-Terre este o comună în departamentul Morbihan, Franța. În 1 ianuarie 2022 avea o populație de 636 de locuitori.